# مرصد سفنكس
مرصد سفنكس هو مرصد فلكي يقع في سويسرا. ظهر المرصد في عدة أفلام مثل فندق بودابست الكبير وكريش 3. كما ظهر في لعبة ستيب.